# 关于无国籍人地位的公约
《關於無國籍人地位的公約》（英語：Convention Relating to the Status of Stateless Persons）是一份於1954年9月在聯合國無國籍人地位會議通過的多邊條約，旨在保護無國籍人在締約國的地位。